# フランク・オニェカ
オゴチュク・フランク・オニェカ（英語: Ogochukwu Frank Onyeka、1998年1月1日 - ）は、ナイジェリア・ボルノ州マイドゥグリ出身のサッカー選手。ブレントフォードFC所属。ナイジェリア代表。ポジションはMF。

## クラブ歴
2016年1月にFCエベデイから提携関係にあるFCミッティランに移籍。2017年9月20日にデンマーク・カップでトップチーム初出場初得点を記録した。デンマーク・スーペルリーガ初出場は2018年2月9日で、この時も得点を記録している。翌節も右ウイングとして出場しFCコペンハーゲンから得点をあげた。そしてイェッス・ソルップ監督も彼のユーティリティーさと完成されたプレーに讃辞を贈った。2018年7月24日のUEFAチャンピオンズリーグ 2018-19 予選のFCアスタナ戦でUEFA主催試合初出場。
2021年7月20日、ブレントフォードFCと5年契約を締結した。

## 代表歴
2020年9月22日、アルジェリア代表、チュニジア代表との親善試合に臨むナイジェリア代表のメンバーとして代表初招集を受けた。10月9日に行われたアルジェリア代表戦で代表初出場を記録した。